# Журавлювка
Журавлювка (пол. Żurawlówka) — село в Польщі, у гміні Гушлев Лосицького повіту Мазовецького воєводства. Населення — 133 особи (2011).

## Історія
За даними етнографічної експедиції 1869—1870 років під керівництвом Павла Чубинського, у селі проживали лише греко-католики, які розмовляли українською мовою.
У 1975—1998 роках село належало до Білопідляського воєводства.

## Демографія
Демографічна структура станом на 31 березня 2011 року:
|          | Загалом | Допрацездатний вік | Працездатний вік | Постпрацездатний вік |
| -------- | ------- | ------------------ | ---------------- | -------------------- |
| Чоловіки | 73      | 15                 | 45               | 13                   |
| Жінки    | 60      | 9                  | 24               | 27                   |
| Разом    | 133     | 24                 | 69               | 40                   |